# 카수이추프

그린란드 내에서의 카수이추프 자치체의 위치

카수이추프의 휘장

카수이추프(Qaasuitsup, 정식으로는 Qaasuitsup Kommunia)는 2009년 1월 1일부터 2017년 12월 31일까지 존재하였던 그린란드 북서부의 행정 구역이었다. 인구는 2008년 1월 기준으로 17,867명이다. 이 자치체의 행정 중심지는 일르리사트(Ilulissat)이었다. 2018년 아반나타와 케케르탈리크로 분리되면서 해체되었다.